# Bajan-Öndör járás (Bajanhongor)
Bajan-Öndör járás (mongol nyelven: Баян-Өндөр сум) Mongólia Bajanhongor tartományának egyik járása. Területe 16 400 km². Népessége kb. 2500 fő.
Székhelye Bulgan (Булган), mely 276 km-re délnyugatra fekszik Bajanhongor tartományi székhelytől.